# Onthophagus longefossus
Onthophagus longefossus är en skalbaggsart som beskrevs av D'orbigny 1905. Onthophagus longefossus ingår i släktet Onthophagus och familjen bladhorningar. Inga underarter finns listade i Catalogue of Life.